# Ciclismo nos Jogos Pan-Americanos de 1999
As competições de ciclismo nos Jogos Pan-Americanos de 1999 foram realizadas em Winnipeg, Canadá. Esta foi a décima terceira edição do esporte nos Jogos Pan-Americanos.

## Masculino

### Corrida Individual (Estrada)
- Realizada em 4 de agosto em 203,3 km

| POSIÇÃO | FINAL                         | TEMPO   |
| ------- | ----------------------------- | ------- |
|         | Brian Walton (CAN)            | 4:48:18 |
|         | Gordon Fraser (CAN)           | + 1:52  |
|         | Pedro Pablo Pérez (CUB)       | —       |
| 4.      | David Clinger (USA)           | —       |
| 5.      | Luis Fernando Sepúlveda (CHI) | —       |
| 6.      | Jesús Zárate (MEX)            | —       |
| 7.      | Ruber Marín (COL)             | —       |
| 8.      | Marcio May (BRA)              | —       |
| 9.      | Anton Villatoro (GUA)         | —       |
| 10.     | Hernán Antolínez (COL)        | —       |
| 11.     | Hussein Monsalve (VEN)        | —       |
| 12.     | Manuel Guevara (VEN)          | —       |
| 13.     | Federico Moreira (URU)        | —       |
| 14.     | Irving Aguilar (MEX)          | —       |
| 15.     | Elliot Hubbard (BER)          | —       |
| 16.     | Oscar Villalobo (ARG)         | —       |
| 17.     | Eric Wohlberg (CAN)           | + 1.58  |
| 18.     | Marlon Pérez (COL)            | —       |
| 19.     | Cassio Freitas (BRA)          | + 2.11  |
| 20.     | Czeslav Lukaszewicz (CAN)     | + 2.13  |
| 21.     | Rolando Basulto (CUB)         | + 2.21  |
| 22.     | Víctor Hugo Peña (COL)        | + 2.29  |
| 23.     | Tomás Margalef (URU)          | + 15.00 |
| 24.     | Gonzalo Garrido (CHI)         | —       |
| 25.     | Juan Guillermo Brunetta (ARG) | + 21.28 |
| 26.     | José Zeceña (GUA)             | —       |
| 27.     | Erick Castaño (ECU)           | —       |
| 28.     | Alexis Méndez (VEN)           | —       |
| 29.     | Luis Flores Cabral (PAR)      | —       |
| 30.     | Rubén Pegorín (ARG)           | —       |
| 31.     | José Cruz Pérez (DOM)         | —       |
| 32.     | Miguel Pérez Laparra (GUA)    | —       |
| 33.     | Herwin Méndez (VEN)           | —       |
| 34.     | Pablo Viracocha (ECU)         | —       |
| 35.     | Carlos M. Hernández (MEX)     | —       |
| 36.     | Juan Fierro (CHI)             | —       |
| 37.     | Alejandro Mendoza (MEX)       | —       |
| 38.     | Milton Wynants (URU)          | —       |
| 39.     | Luciano Pagliarini (BRA)      | —       |
| 40.     | Wendy Cruz (DOM)              | —       |
| 41.     | Daniel Valter Rogelim (BRA)   | —       |
| 42.     | Gregorio Bare (URU)           | —       |
| 43.     | Iddis Tabares (CUB)           | —       |
| 44.     | Eliecer Valdés (CUB)          | —       |
| —       | Rudy Ispache (GUA)            | DNF     |
| —       | Enzo Cesario (CHI)            | DNF     |
| —       | Carlos Faraj (HON)            | DNF     |

### Contra o relógio individual (Estrada)
- Realizada em 25 de julho em 55,2 km

| POSIÇÃO | CICLISTA               | TEMPO      |
| ------- | ---------------------- | ---------- |
|         | Eric Wohlberg (CAN)    | 1:07:30.91 |
|         | Levi Leipheimer (USA)  | 1:08:02.25 |
|         | Marcio May (BRA)       | 1:09:38.90 |
| 4.      | Dylan Casey (USA)      | 1:10:45.90 |
| 5.      | Víctor Hugo Peña (COL) | 1:11:23.32 |
| 6.      | Rubén Pegorín (ARG)    | 1:12:09.84 |
| 7.      | Federico Moreira (URU) | 1:12:17.77 |
| 8.      | Anton Villatoro (GUA)  | 1:12:28.08 |

### Contra o relógio 1.000 m (Pista)
- Realizado em 28 de julho

| POSIÇÃO | CICLISTA                  | TEMPO    |
| ------- | ------------------------- | -------- |
|         | Julio César Herrera (CUB) | 1:04.487 |
|         | Erin Hartwell (USA)       | 1:05.347 |
|         | Doug Baron (CAN)          | 1:05:508 |
| 4.      | Marcelo Ammendolia (ARG)  | 1:05.815 |
| 5.      | Enzo Cesario (CHI)        | 1:06.572 |
| 6.      | Michael Phillips (TRI)    | 1:07.307 |
| 7.      | Gregorio Bare (URU)       | 1:07.743 |
| 8.      | Shawn Kelly (BAR)         | 1:08.204 |
| 9.      | Víctor Ordóñez (GUA)      | 1:10.718 |
| 10.     | Antônio Murilo (BRA)      | 1:10.805 |

### Perseguição individual de 4.000 m (Pista)
- Realizada em 29 de julho

| POSIÇÀO | CICLISTA           | TEMPO    |
| ------- | ------------------ | -------- |
|         | Dylan Casey (USA)  | 4.29.513 |
|         | Walter Pérez (ARG) | 4.31.642 |
|         | Marlon Pérez (COL) | 4.34.823 |
| 4.      | Brian Walton (CAN) | 4.37.271 |

### Corrida masculina (Pista)
- Realizada em 30 de julho

| POSIÇÃO | CICLISTA                  | PLACAR |
| ------- | ------------------------- | ------ |
|         | Marty Nothstein (USA)     | 2-0    |
|         | Marcello Arrue (USA)      | —      |
|         | Julio César Herrera (CUB) | 2-0    |
| 4.      | Alexander Cornieles (VEN) | —      |
| 5.      | Barry Forde (BAR)         | —      |
| 6.      | Sebastian Alexandre (ARG) | —      |

### Corrida de pontos (Pista)
- Realizada em 30 de julho

| POSIÇÃO | CICLISTA               | PONTOS  |
| ------- | ---------------------- | ------- |
|         | Marlon Pérez (COL)     | 24      |
|         | Luis Martínez (MEX)    | 16      |
|         | Milton Wynants (URU)   | 15      |
| 4.      | Gabriel Curuchet (ARG) | 29 (-1) |
| 5.      | Brian Walton (CAN)     | 27 (-1) |
| 6.      | James Carney (USA)     | 21 (-1) |

### Perseguição por equipes de 4.000 m (Pista)
- Realizada em 30 de julho

| POSIÇÃO | EQUIPE | TEMPO   |
| ------- | ------ | ------- |
|         | USA    | 4.20.24 |
|         | CUB    | 4.27.65 |
|         | ARG    | 4.19.66 |
| 4.      | CHI    | 4.23.48 |

### Madison
- Realizada em 31 de julho

| POSIÇÃO | CICLISTA                                              | PONTOS  |
| ------- | ----------------------------------------------------- | ------- |
|         | Gabriel Curuchet (ARG) Juan Curuchet (ARG)            | 14      |
|         | Jame Carney (USA) Brian Whitcomb (USA)                | 39 (-4) |
|         | Richard Rodríguez (CHI) Luis Fernando Sepúlveda (CHI) | 28 (-4) |
| 4.      | Miguel Ubeto (VEN) Tomás Gil (VEN)                    | 27 (-4) |
| 5.      | Yiovani López (COL) Jhon García (COL)                 | 23 (-4) |
| 6.      | Luis Martínez (MEX) Fernando Avíla † (MEX)            | 8 (-4)  |

### Keirin
- Realizada em 31 de julho

| POSIÇÃO | CICLISTA                  | PONTOS |
| ------- | ------------------------- | ------ |
|         | Marty Nothstein (USA)     | 11.214 |
|         | John González (COL)       | —      |
|         | Mario Joseph (TRI)        | —      |
| 4.      | Sebastian Alexandre (ARG) | —      |
| 5.      | Barry Forde (BAR)         | —      |

### Sprint olímpico
- Realizada em 31 de julho

| POSIÇÃO | CICLISTA                                                              | TEMPO  |
| ------- | --------------------------------------------------------------------- | ------ |
|         | Marcello Arrue (USA) Johnny Barios (USA) Marty Nothstein (USA)        | 47.129 |
|         | Joel Gelabert (CUB) Yosmani Rodríguez (CUB) Julio César Herrera (CUB) | 47.899 |
|         | Sebastián Alexandre (ARG) Marcelo Ammendolia (ARG) Juan Haedo (ARG)   | 48.179 |
| 4.      | Douglas Baron (CAN) James Fisher (CAN) Lars Madsen (CAN)              | 48.486 |
| 5.      | Barry Forde (BAR) Shawn Kelly (BAR) John Cumberbatch (BAR)            | 48.824 |
| 6.      | Clinton Grant (TRI) Michael Phillips (TRI) Mario Joseph (TRI)         | 48.587 |
| 7.      | Richard Rodríguez (CHI) Enzo Cesario (CHI) Francisco Cabrera (CHI)    | 50.139 |

### Mountain Bike
- Realizada em 2 de agosto (Iniciaram 19, terminaram 14)

| POSIÇÃO | CICLISTA                   | TEMPO   |
| ------- | -------------------------- | ------- |
|         | Edward Larsen (USA)        | 2:19:21 |
|         | Carl Swenson (USA)         | + 1:09  |
|         | Christopher Sheppard (CAN) | + 1:29  |
| 4.      | Andrés Brenes (CRC)        | + 3:08  |
| 5.      | Seamus McGrath (CAN)       | + 3:42  |
| 6.      | Márcio Ravelli (BRA)       | + 4:33  |
| 7.      | Ziranda Madrigal (MEX)     | + 9:28  |
| 8.      | Federico Ramírez (CRC)     | + 11:01 |
| 9.      | Salvador Barriga (MEX)     | + 11:43 |
| 10.     | Jaime Mora (COL)           | + 13:57 |

## Feminino

### Corrida individual (Estrada)
- Realizada em 4 de agosto em 81,3 km

| POSIÇÃO | CICLISTA                     | TEMPO   |
| ------- | ---------------------------- | ------- |
|         | Karen Dunne (USA)            | 2:11:32 |
|         | Yoanka González (CUB)        | —       |
|         | Janildes Fernandes (BRA)     | —       |
| 4.      | Lyne Bessette (CAN)          | —       |
| 5.      | María Molina de Ortíz (GUA)  | + 2:42  |
| 6.      | Flor Marina Delgadillo (COL) | + 3:08  |
| 7.      | Clara Hughes (CAN)           | + 3:42  |
| 8.      | María Luisa Calle (COL)      | + 2:42  |

### Contra o relógio (Estrada)
- Realizada em 25 de julho em 27,5 km

| POSIÇÃO | CICLISTA                       | TEMPO    |
| ------- | ------------------------------ | -------- |
|         | Elizabeth Emery (USA)          | 37:39.84 |
|         | Lyne Bessette (CAN)            | 37:59.76 |
|         | Mary Holden (USA)              | 38:35.07 |
| 4.      | Clara Hughes (CAN)             | 39:22.27 |
| 5.      | Maureen Kaila Vergara (ESA)    | 40:06.41 |
| 6.      | Madelin Jorge Salgado (CUB)    | 40:29.29 |
| 7.      | Yulier Rodríguez Jiménez (CUB) | 40:54.89 |
| 8.      | Lorena Colman (ARG)            | 43:30.93 |
| 9.      | Janildes Fernandes (BRA)       | 44:45.13 |

### Contra o relógio 500 m (Pista)
- Realizada em 28 de julho

| POSIÇÃO | CICLISTA              | TEMPO  |
| ------- | --------------------- | ------ |
|         | Tanya Dubnicoff (CAN) | 35.394 |
|         | Nancy Contreras (MEX) | 35.962 |
|         | Yumari González (CUB) | 36.255 |
| 4.      | Daniela Larreal (VEN) | 36.589 |
| 5.      | Jennie Reed (USA)     | 37.109 |
| 6.      | Daniela Donadio (ARG) | 37.841 |

### Corrida individual (Pista)
- Realizada em 30 de julho

| POSIÇÃO | CICLISTA              | TEMPO |
| ------- | --------------------- | ----- |
|         | Tanya Dubnicoff (CAN) | —     |
|         | Jennie Reed (USA)     | —     |
|         | Yumari González (CUB) | —     |
| 4.      | Nancy Contreras (MEX) | —     |
| 5.      | Karelia Machado (VEN) | —     |

### Perseguição individual de 3.000 m (Pista)
- Realizada em 30 de julho

| POSIÇÃO | CICLISTA                | TEMPO |
| ------- | ----------------------- | ----- |
|         | Erin Veenstra (USA)     | —     |
|         | María Luisa Calle (COL) | —     |
|         | Yoanka González (CUB)   | —     |
| 4.      | Lyne Bessette (CAN)     | —     |

### Corrida de pontos de 25 km (pista)
- Realizada em 31 de julho

| POSIÇÃO | CICLISTA                    | PONTOS |
| ------- | --------------------------- | ------ |
|         | Erin Veenstra (USA)         | 42     |
|         | Belem Guerrero (MEX)        | 23     |
|         | María Luisa Calle (COL)     | 22     |
| 4.      | Dania Pérez Serrano (CUB)   | 20     |
| 5.      | Maureen Kaila Vergara (ESA) | 0      |
| 6.      | Mandy Poitras (CAN)         | 5 (-1) |
| 7.      | Verónica Martínez (ARG)     | 5 (-1) |
| 8.      | Daniela Larreal (VEN)       | DNF    |

### Mountain Bike
- Realizada em 2 de agosto

| POSIÇÃO | CICLISTA                 | TEMPO   |
| ------- | ------------------------ | ------- |
|         | Alison Dunlap (USA)      | 2:09:44 |
|         | Alison Sydor (CAN)       | + 2:19  |
|         | Jimena Florit (ARG)      | + 8:42  |
| 4.      | Flor Delgadillo (COL)    | + 17:22 |
| 5.      | Cariza Muñoz (MEX)       | + 22:10 |
| 6.      | Adriana Nascimento (BRA) | + 28:11 |

## Quadro de medalhas
| Posição | Nação                 |    |    |    | Total |
| ------- | --------------------- | -- | -- | -- | ----- |
| 1       | USA Estados Unidos    | 11 | 6  | 1  | 18    |
| 2       | CAN Canadá            | 4  | 3  | 2  | 9     |
| 3       | CUB Cuba              | 1  | 3  | 5  | 9     |
| 4       | COL Colômbia          | 1  | 2  | 2  | 5     |
| 5       | ARG Argentina         | 1  | 1  | 3  | 5     |
| 6       | MEX México            | 0  | 3  | 0  | 3     |
| 7       | BRA Brasil            | 0  | 0  | 2  | 2     |
| 8       | CHI Chile             | 0  | 0  | 1  | 1     |
| 8       | TRI Trinidad e Tobago | 0  | 0  | 1  | 1     |
| 8       | URU Uruguai           | 0  | 0  | 1  | 1     |
| Total   | Total                 | 18 | 18 | 18 | 54    |

## Ligação externa
- Resultados
- UOL resultados
- Cyclingnews